# Yatsugatake South Base Observatory
Das Yatsugatake South Base Observatory (jap. 八ヶ岳南麓天文台, Yatsugatake Nanroku Tenmondai) ist ein astronomisches Observatorium in Hokuto in der Präfektur Yamanashi auf der Insel Honshū in Japan. Es wird in der Liste der Sternwarten-Codes unter der Nummer 896 geführt.
Auf Grund seiner Nähe zur Metropolregion Tokio wird es häufig benutzt, was sich in einer Vielzahl von Asteroidenentdeckungen niederschlägt. Der japanische Astronom Yoshio Kushida hat dort neben astronomischen Beobachtungen an der Überwachung von Naturphänomenen, die Erdbeben vorhergehen, gearbeitet.